# 集団安全保障

集団安全保障の代表的な例である国際連合

集団安全保障（しゅうだんあんぜんほしょう、英: collective security）とは、対立している国家をも含め、全ての関係諸国が互いに武力行使をしないことを約束し、それに反して平和を破壊しようとしたり、破壊した国があった場合には、他の全ての国の協力によってその破壊を防止または抑圧しようとする安全保障の方式である。国際連盟によって初めて現実化され、国際連合によって制度的に強化された。
なお、北大西洋条約機構（NATO）などは、敵対国や脅威に対する集団防衛のための軍事同盟であり、集団安全保障の機構ではないことに注意が必要である。

## 概説
集団安全保障とは地域的または全世界的な国家集合を組織し、第一に紛争を平和的に解決すること、第二に武力行使した国に対して他の国々が集合的に強制措置を講じることによって、侵略を阻止し、国際的な安全を確保する国際安全保障体制をいう。これが現実的に実現するためには以下の条件が必要であると考えられている。
1. 集団安全保障機構が構成国よりも優れた軍事力を有すること
2. 構成国、特に先進国が、自国の国益よりも国際社会の利益を重視して、機構の強制措置に協力すること
3. 維持すべき現状（どのような平和を維持すべきか）について、また平和を破壊する行為をどのように認定するのかについて、構成国、特に先進国が共通認識を持つこと

日本は、集団安全保障への参加について、武力行使や武力による威嚇を伴う場合は、憲法第9条が許容する「必要最小限度の範囲」を超えるため許されないとの解釈を取っている。一方、集団安全保障は「国連加盟国の義務」であり、憲法上は制約されないと総理大臣私的諮問機関「安全保障の法的基盤の再構築に関する懇談会」は主張している。

## 歴史

### 第一次世界大戦後
第一次世界大戦の戦禍から紛争の平和的解決の必要性が認識され、米大統領のウッドロウ・ウィルソンが新たな国際安全保障モデルとして提唱したのが集団安全保障であった。1919年に結成された国際連盟においては、連盟国に紛争の平和的解決の義務が連盟規約によって定められ、戦争禁止規定を違反した国家はその他の連盟国によって金融・通商の封鎖が行われ、厳しい制裁が科されることも定められていた（アメリカは提唱者でありながら連盟に加盟しなかった）。ハイレ・セラシエ1世、マクシム・リトヴィノフ、ロバート・セシルなどが第二次世界大戦前で著名な国際連盟における集団安全保障論者であった。

### 第二次世界大戦後
国際連盟の失敗を踏まえて第二次世界大戦後により強力な集団安全保障体制を実践しようとしたものが国際連合である。武力による威嚇・武力の行使が禁止され、平和破壊行為・侵略行為が国連安全保障理事会で認定されれば、必要に応じて非軍事的措置、非軍事的措置が行き詰れば軍事的措置でこれを排除する体制が整備された。しかし、軍事的措置において主体となる国連軍は朝鮮戦争に象徴されるように冷戦が原因で構想通りに編成されなかった。

### 冷戦後
冷戦の開始によって常任理事国（特にアメリカ、ソ連→ロシア）が政治的考慮から拒否権をしばしば行使し、安保理の機能が阻害され、平和のための結集決議がしばしばされた。冷戦後には国連の機能が回復することが期待され、1990年の湾岸戦争においては安保理の武力行使容認決議に基づいて多国籍軍が編成されて強制措置を行うことができ、またブトロス・ブトロス＝ガーリによって国連平和維持活動などが活発化されて国連の体制が再評価されることになる。